# Mirosław Szydłowski
Mirosław Stefan Szydłowski (ur. 2 września 1896 we Lwowie, zm. wiosną 1940 w Katyniu) – major kawalerii rezerwy Wojska Polskiego, działacz niepodległościowy, kawaler Orderu Virtuti Militari, ofiara zbrodni katyńskiej.

## Życiorys
Syn Wenantego i Julii z Zembrowskich. Był starszym bratem Ludomira (1899–1961), majora kawalerii Wojska Polskiego, kawalera Orderu Virtuti Militari. Absolwent gimnazjum humanistycznego we Lwowie i Wyższej Szkoły Handlowej w St. Gallen. We wrześniu 1914 wstąpił do Legionów Polskich. Służył w 2 szwadronie rtm. Wąsowicza, a następnie w 2 szwadronie 2 pułku ułanów do kryzysu przysięgowego. Od 1918 w Wojsku Polskim, w 2 pułku szwoleżerów z którym odbył całą kampanię wojny 1920 roku. Po zakończeniu działań wojennych, w 1922 zwolniony do rezerwy z przydziałem do 20 pułku ułanów.
W okresie międzywojennym pracował jako dyrektor handlowy Fabryki Tektury i Papieru "Fordon" w Warszawie. Na stopień majora rezerwy został mianowany ze starszeństwem z 19 marca 1939 i 26. lokatą w korpusie oficerów kawalerii.
W kampanii wrześniowej w Kwaterze Głównej Naczelnego Wodza. Wzięty do niewoli przez Sowietów, osadzony w Kozielsku. Został zamordowany wiosną 1940 w lesie katyńskim. Figuruje na liście wywózkowej LW 017/3 z 4.1940 r. pod pozycją 63.

## Ordery i odznaczenia
- Krzyż Srebrny Orderu Virtuti Militari nr 5468[4][5]
- Krzyż Niepodległości z 10 grudnia 1931[5]
- Krzyż Walecznych czterokrotnie[5]